# Elfriede Wendtlandt

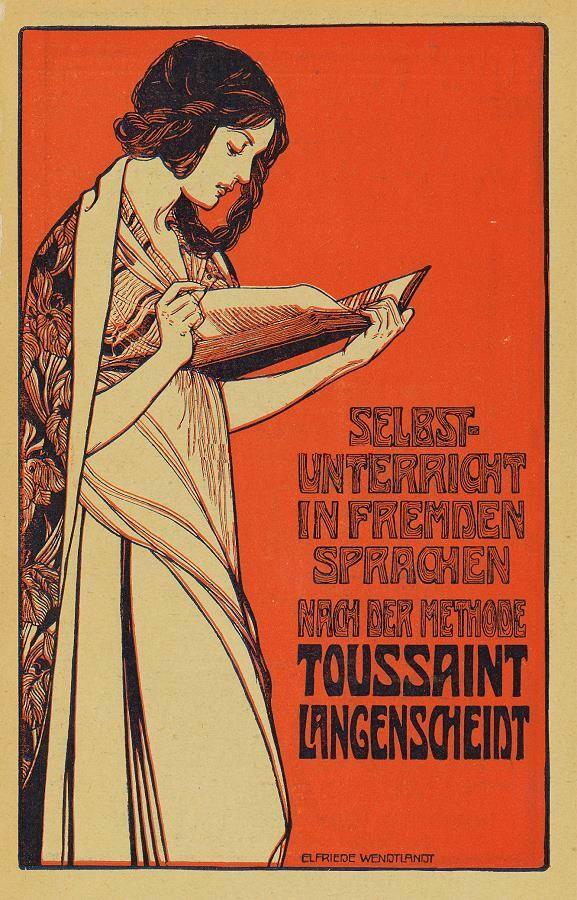
Elfriede Wendtlandt: Selbstunterricht Methode Toussaint-Langenscheidt, 1906

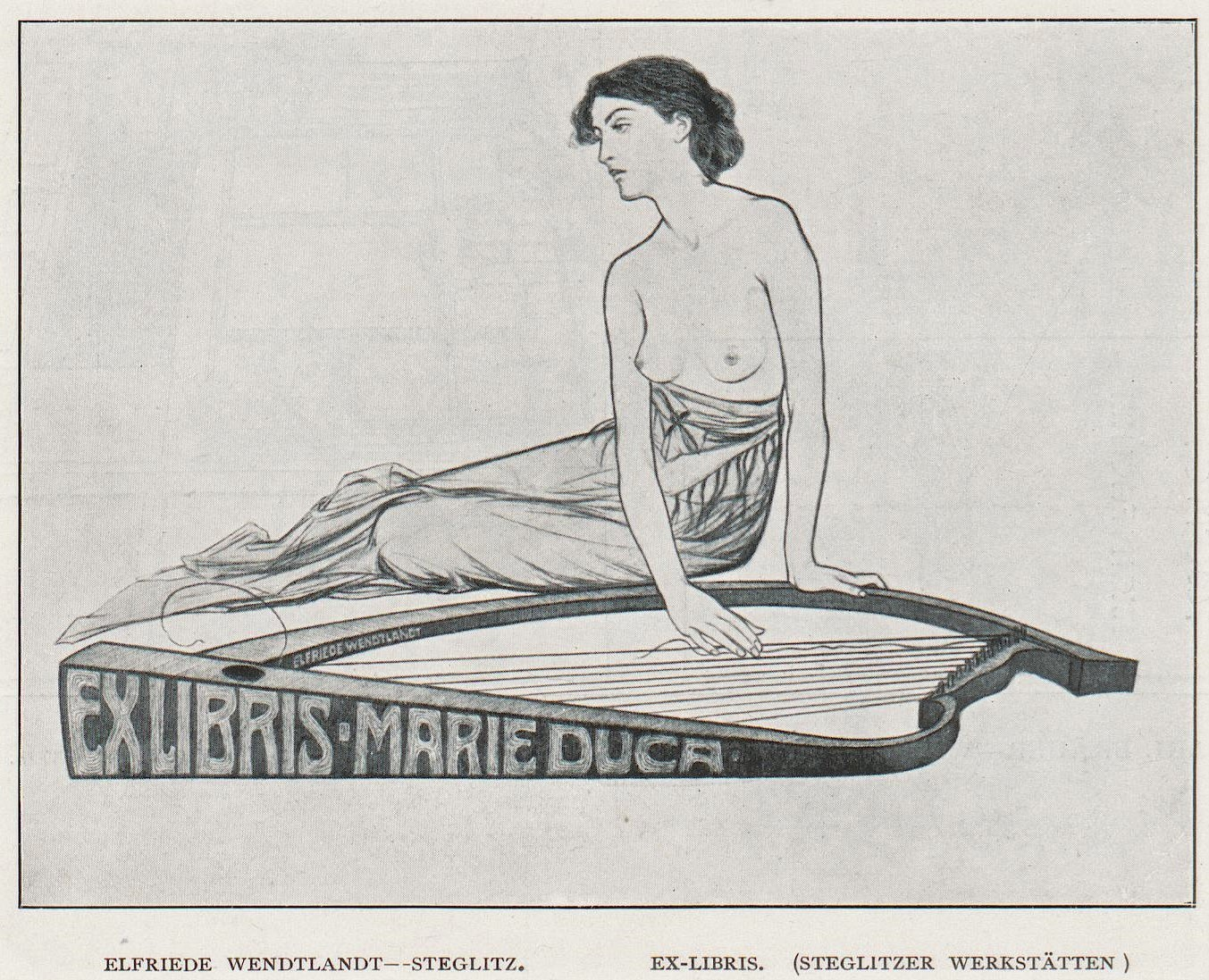
Elfriede Wendtlandt: Ex libris Marie Duca, enthalten in der Mappe „Zeichnungen und Radierungen von Elfriede Wendtlandt“, 1920

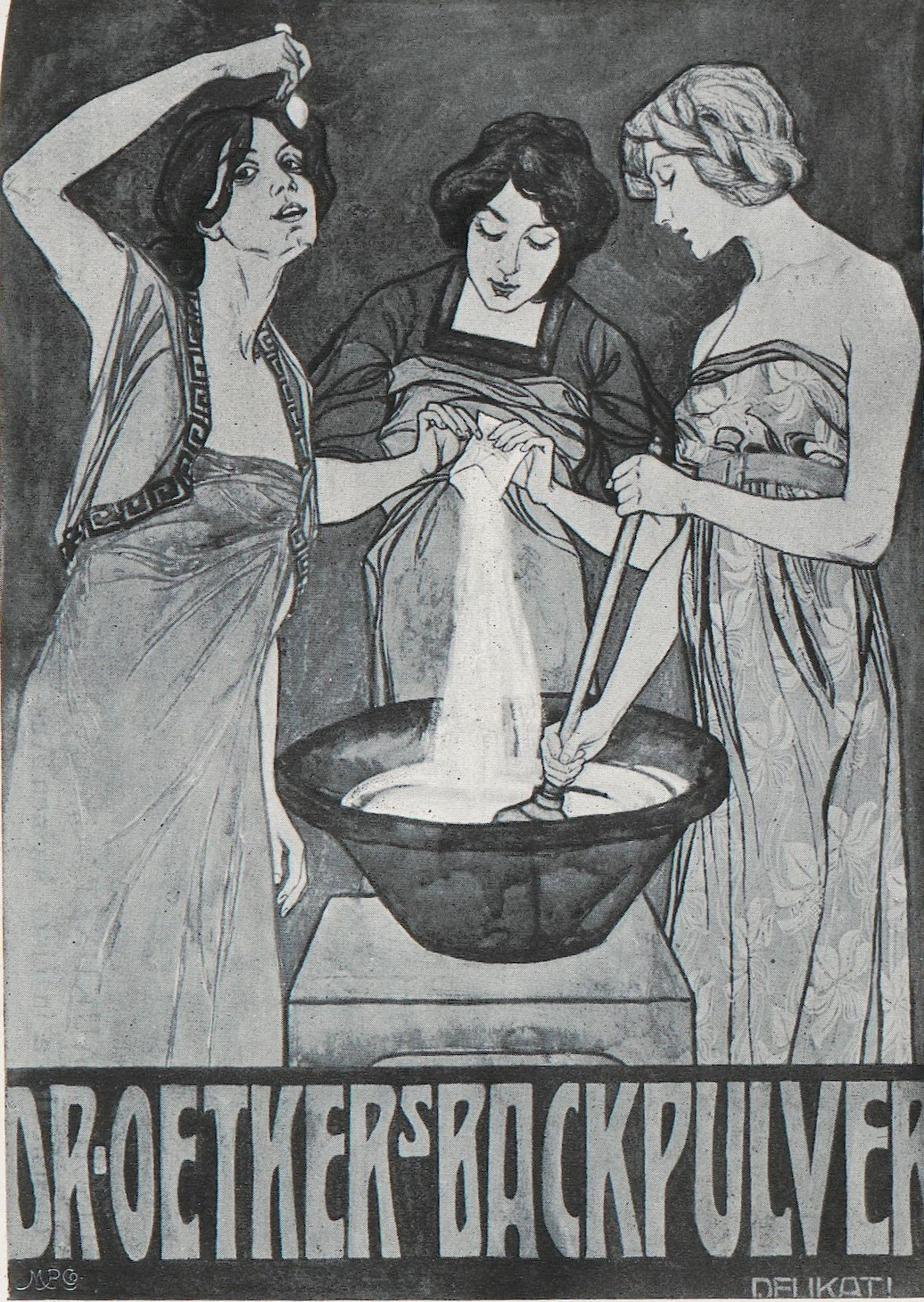
Elfriede Wendlandt: Dr. Oetkers Backpulver, Wettbewerbsentwurf, 1903

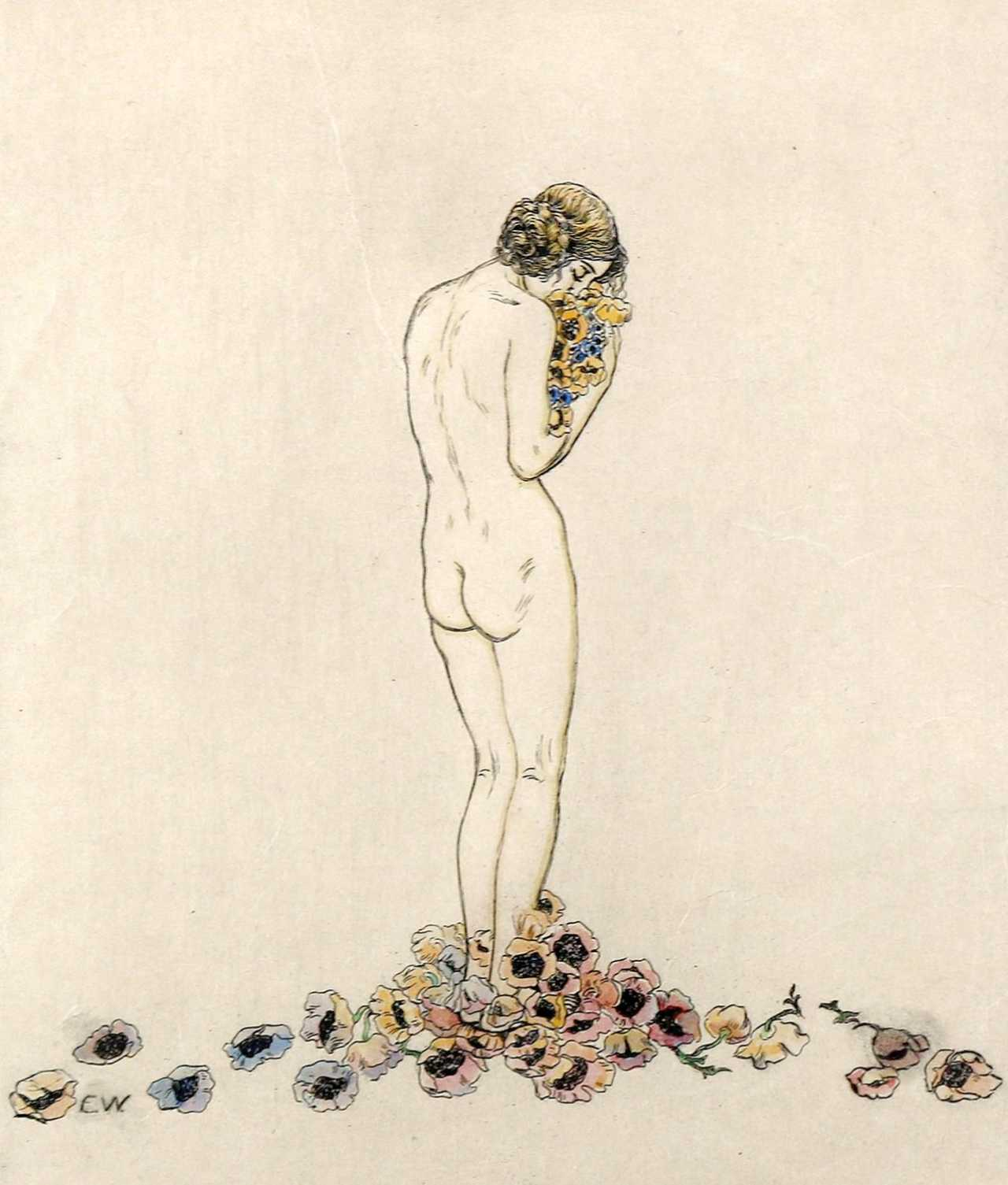
Elfriede Wendtlandt: Nackte mit Blüten

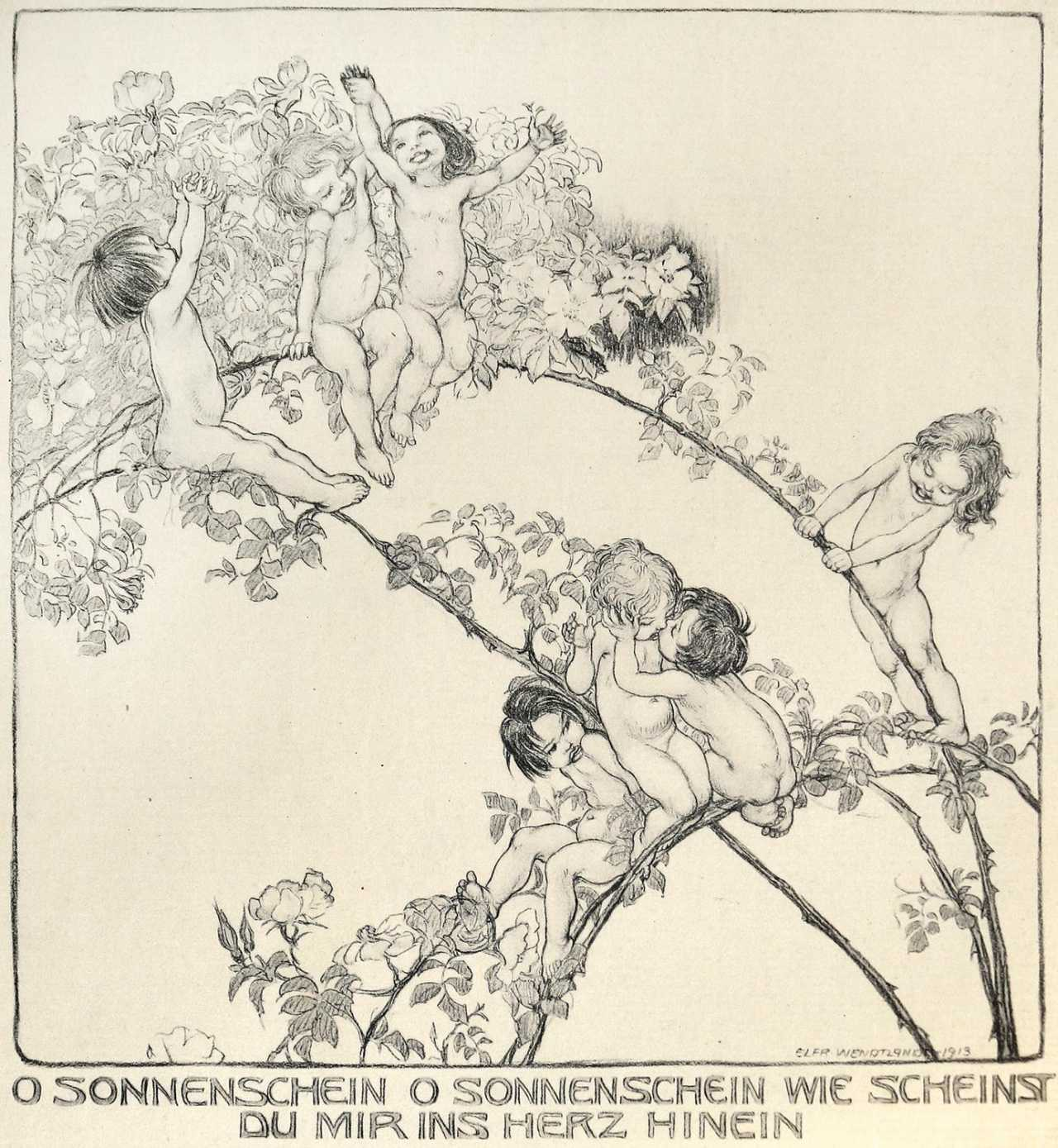
Elfriede Wendtlandt: „O Sonnenschein“, 1919, enthalten in der Mappe „Zeichnungen und Radierungen von Elfriede Wendtlandt“ 1920

Elfriede Wendtlandt (* 29. November 1877 in Dramburg, Kreis Dramburg, Pommern; † 9. Juni 1960 in Colditz) war eine deutsche Illustratorin und Gebrauchsgrafikerin.

## Ausbildung und Werdegang
Wendtlandt besuchte zunächst die Realschule, 1896 begann sie ihr Studium an der Unterrichtsanstalt des Kunstgewerbemuseums Berlin. 1897 bis 1900 besuchte sie den Unterricht wegen Krankheit teilweise nur unregelmäßig, ab 1900 war sie Gehilfin und musste daher kein Schulgeld bezahlen, wahrscheinlich hat sie die Unterrichtsanstalt 1903 verlassen. Wendtlandt belegte wie Helene Varges die Zeichenkurse von Ludwig Manzel und Emil Doepler, sowie figürliches Modellieren bei Wilhelm Haverkamp. Der Aktzeichnen-Kurs für Schülerinnen bei Manzel prägte ihr späteres künstlerisches Werk, bei dem sich das Motiv nackter Frauenkörper und Kinder wiederholt, u. a. bei Exlibris. Bei Doepler war sie auch Kommilitonin von Fritz Helmut Ehmcke. Wendlandt, die kurz auch in der Steglitzer Werkstatt tätig war, sei, so ein Kritiker, „unzweifelhaft eine der begabtesten Künstlerinnen, die seit langem aus dem Berliner Kunstgewerbemuseum hervorgegangen ist“.
1946 nahm sie in Borna an der 1. Kunstausstellung 1946 Landkreis Borna teil, u. a. mit dem Aquarell Untermarkt in Bad Lausick. Sie wohnte zu diesem Zeitpunkt in Bad Lausick.

## Preise, Auszeichnungen und Wettbewerbe
Ab 1898 erhielt Wendtlandt für ihre Leistungen mehrere lobende Erwähnungen bei Schüler-Wettbewerben in den Fachklassen der Unterrichtsanstalt des Berliner Kunstgewerbemuseums, 1899 wurde sie mit der Silbernen Medaille von Viktoria von Preußen ausgezeichnet. 1903 entstand im Kontext eines Plakat-Wettbewerbs von Edler & Krische Hannover ein Plakat für Dr. Oetkers Backpulver, 1906 eine Werbeanzeige für Langenscheidt. Bei allen grafischen Arbeiten sind Frauenfiguren ihr bevorzugtes Motiv. 1914 erhielt sie auf der Sonderausstellung „Die Frau im Buchgewerbe und in der Graphik“ der BUGRA einen Silbernen Preis im Bereich angewandte Grafik.

## Kunstmappe
1920 erschien im Verlag Max Harrwitz eine Kunstmappe als Edition mit Originalradierungen, Lichtdrucken und Exlibris von Wendlandt in einer Auflage von 200 Stück. Im Vorwort zu dieser Mappe beschrieb die Kunstkritikerin Lu Märten Wendtlandts künstlerische Begabung zur plastischen Form folgendermaßen: „Die Betonung des Wesentlichen in der Kontur, die unwillkürliche Selbständigkeit des Aktes. Das beeinträchtigt nicht den Reiz der Linie, wie sie in der Zeichnung anspricht, sie erhöht diesen vielmehr, indem es nach knappem, strengem Ausdruck sucht und von allem Nebensächlichen sich fernzuhalten trachtet.“